# Annet Artani
Annet Artani (Grieks: Αννέτ Αρτάνι), geboren als Annette Stamatelatos (New York, 6 september 1976) is een Amerikaanse zangeres en songwriter. Zij kreeg vooral naamsbekendheid door haar deelname voor Cyprus aan het Eurovisiesongfestival 2006.

## Biografie
Artani is een dochter van de Griekse immigranten Ioulia en Gregoris Stamatelatos, die vanuit het dorpje Karavados op het Griekse eiland Kefalonia naar New York verhuisden. Ze werd officieel geboren onder de naam Annette Stamatelatos, vernoemd naar haar oma van moeders kant, Anneta. Ook haar artiestennaam Artani komt van deze vrouw; ze koos voor deze naam als dank en blijk van waardering voor haar grootmoeder.
In 1994 ontving Artani een scholarship van BMG voor het schrijven en uitvoeren van de originele versie van het liedje Summer Days. Ook won ze diverse talentenjachten, waaronder America’s Favorite Pageants, de New York Star Pageant en de Ophelia Devoure Talent Connection. Tevens stond ze op de cover van onder meer Pageantry en Billboard Magazine.

## Eurovisiesongfestival
In 2006 deed Artani mee aan Song for Europe, de Cypriotische nationale voorronde voor het Eurovisiesongfestival. Ze zong hierbij de ballade Why Angels Cry. Hoewel ze bij de puntentelling geen enkel maximum van de jury's kreeg, scoorde ze telkens toch hoog genoeg om door te mogen. Op 22 februari 2006 werd Artani door de Cypriotische televoters tot winnares verkozen, waarmee ze voor Cyprus naar het Eurovisiesongfestival 2006 in Athene mocht.
Op 18 mei 2006 trad Artani aan in de halve finale van het songfestival. Ze moest daarin bij de beste tien eindigen om door te mogen naar de finale, maar hier slaagde zij niet in. Met 57 punten werd ze vijftiende en daarmee uitgeschakeld.
Eind 2007 liet Artani vanuit Canada weten dat ze graag nogmaals voor Cyprus aan het Eurovisiesongfestival wilde deelnemen. Ze wilde het ditmaal proberen met een liedje dat ze zelf had uitgezocht en had plannen voor een uptempo liedje. Uiteindelijk kwam hier niets van terecht.